# Yvonne from Paris
Yvonne from Paris er en amerikansk stumfilm fra 1919 af Emmett J. Flynn.

## Medvirkende
- Mary Miles Minter som Yvonne Halbert
- Allan Forrest som Lawrence Bartlett
- Vera Lewis som Marie Provost
- J. Barney Sherry som David Marston
- Bertram Grassby som Harley Pembroke